# スーザン・ウォーターズ
スーザン・キャサリン・ムーア・ウォーターズ（英語: Susan Catherine Moore Waters, 1823年5月18日 - 1900年7月7日）はアメリカ合衆国の画家である。独学の画家で、肖像画や静物画、家畜の絵などを描いた。

## 略歴
ニューヨーク州ビンガムトンの桶職人(cooper)の娘に生まれた。独学の画家で、美術教育はほとんど受けていない。ペンシルベニア州サスケハナ郡のフレンズヴィル(Friendsville)の寄宿学校で学び、生物学の授業のための資料の絵を描くアルバイトをして、自分と妹の学資を稼いだ。
1841年に17歳で、クエーカー教徒の男性、ウィリアム・C・ウォーターズ(William C. Waters)と結婚した。夫は病弱で十分な生活費を稼がなかったので、スーザンが絵の仕事で生活を支えた。始め、肖像画を描き、絵の教師をした。ニューヨーク州やペンシルベニア州を旅して、肖像画の注文を集め、夫と初期の写真家としても活動した。肖像画で安定した収入が得られるようになった後、もっと自由に表現するために静物画や動物の絵も描くようになった 。
1866年に各地を巡る生活を止め、ニュージャージー州バーリントン郡のボーデンタウン(Bordentown)に移った。自宅の庭で飼う羊などの家畜の絵を描いて、画家として知られるようになり、フィラデルフィアで開かれた建国100年記念国際博覧会に作品の出展を要請された。
1899年にトレントンの介護施設に移り翌年死去した。
作品はマサチューセッツ州、アンドーバーのアディソン・アメリカ美術館 (Addison Gallery of American Art)やニューヨーク州のアーノット美術館などに収蔵されている。

## 作品

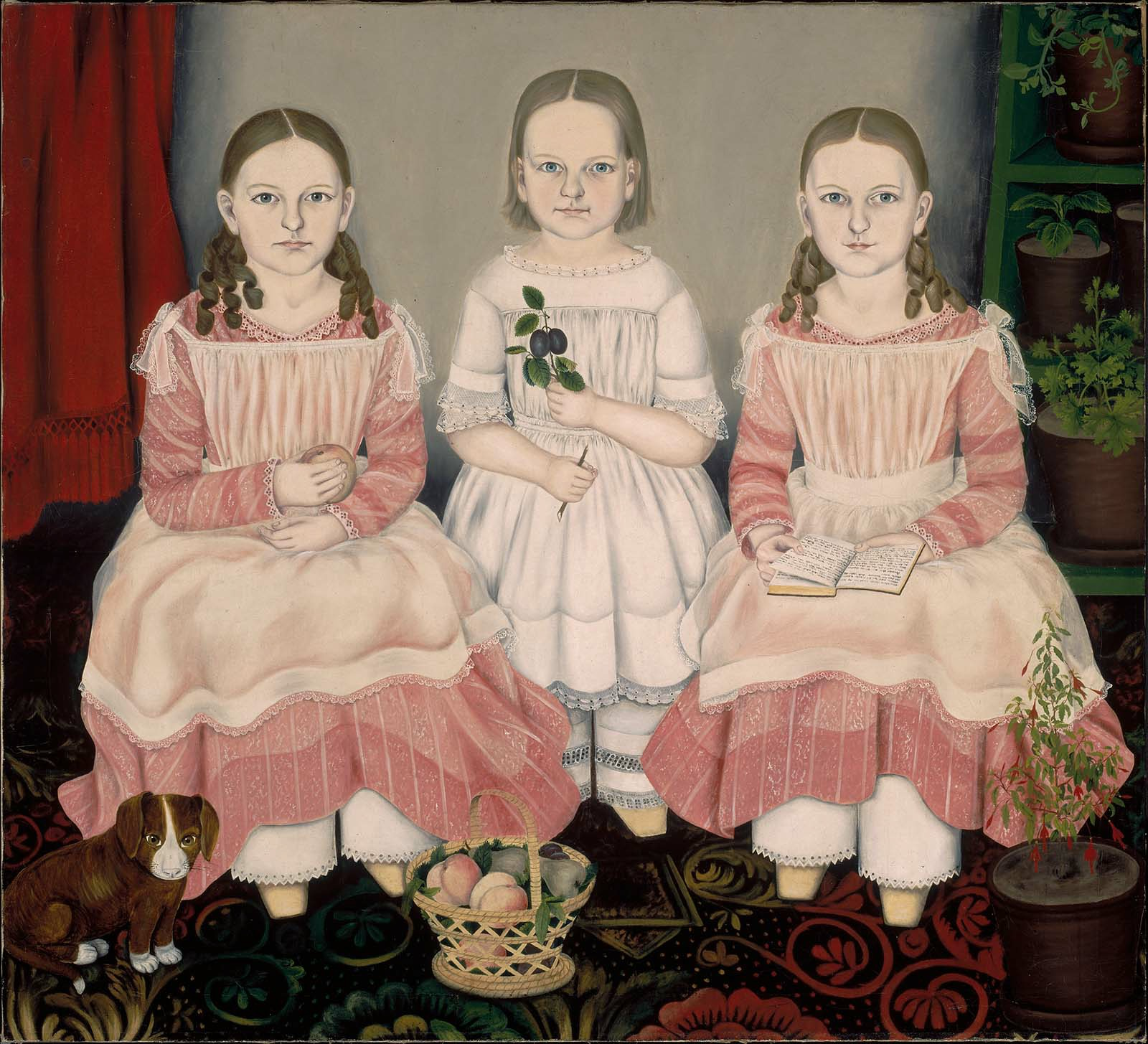
リンカーン家の子供たち (1845)
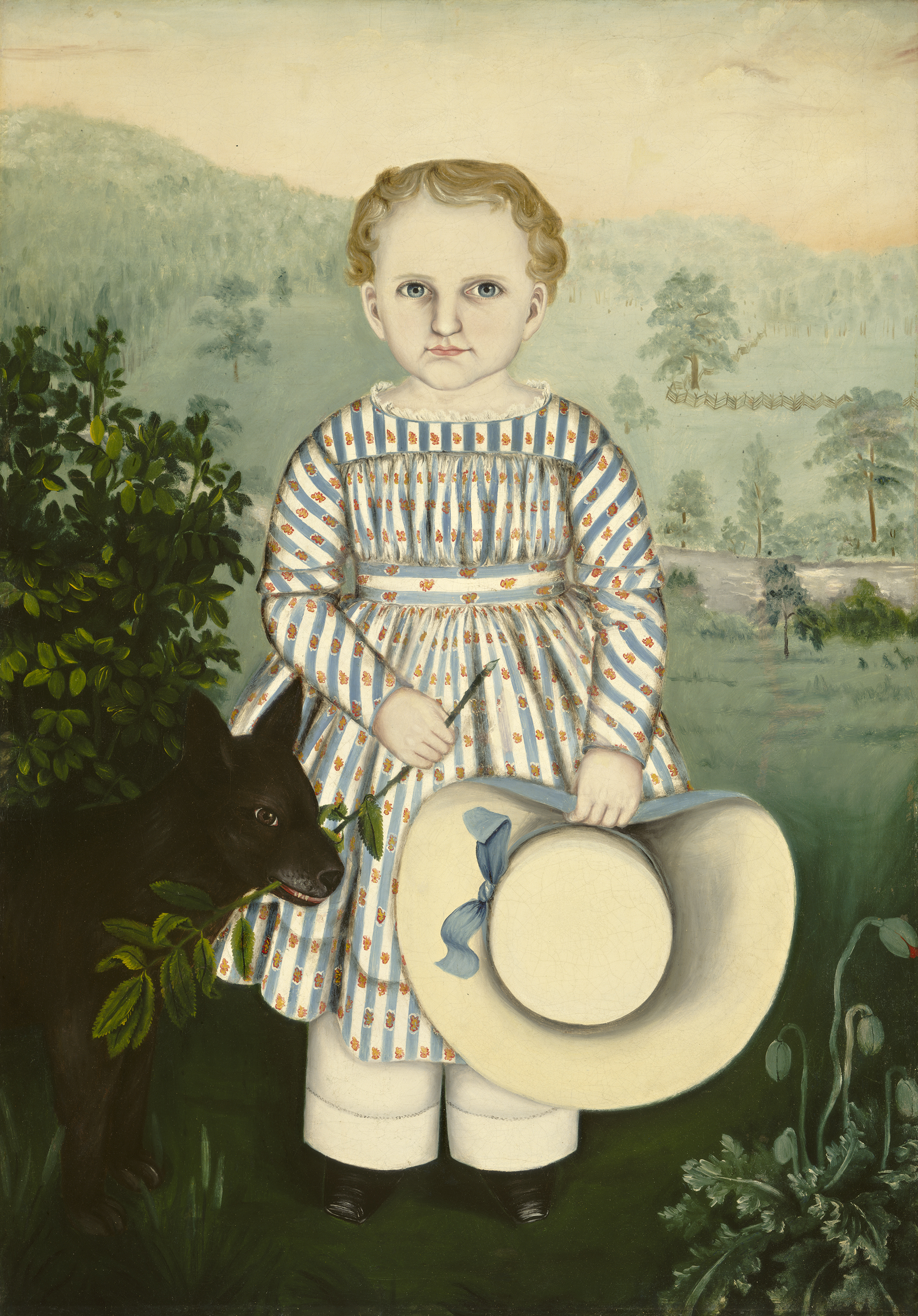
肖像画
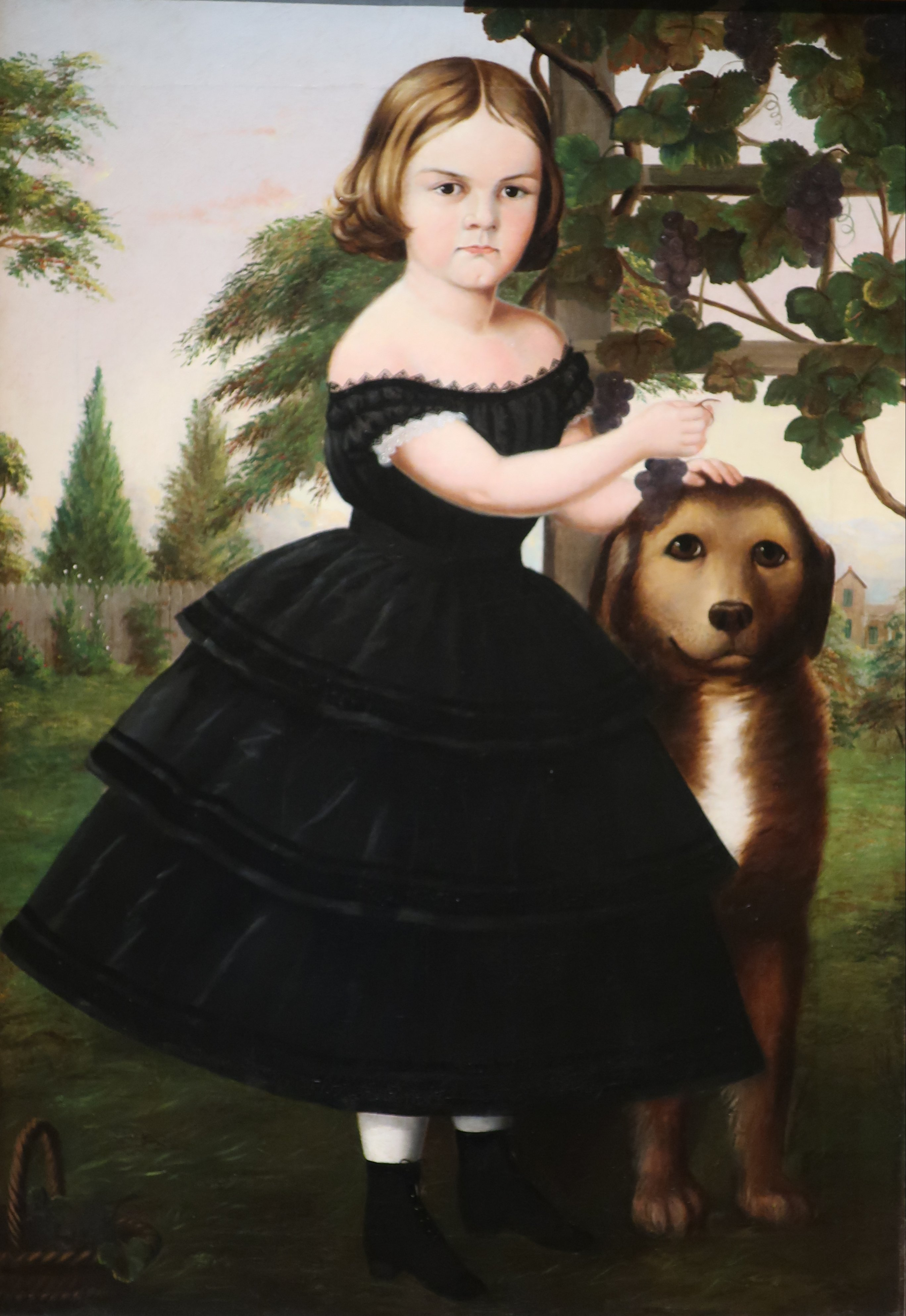
葡萄棚の少女と犬